# Кейсі Котт
Кейсі Мортон Котт (англ. Casey Morton Cott; нар. 8 серпня 1992) — американський актор, найбільше відомий по ролі Кевіна Келлера у підлітковій драмі «Рівердейл».

## Раннє життя
Кейсі Котт народився 8 серпня 1992 у сім'ї з трьох дітей, будучи середньою дитиною. Його батько, Рік Котт, менеджер інвестицій та колишній пілот винищувача, матір — Лорі Котт (уроджена Мортон). Котт виріс у містечку Шагрін-фоллс, Огайо із молодшою сестрою та старшим братом, актором Корі Коттом. Закінчив Вищу школу Шагрін-фоллс. Перед тим як вирішив займатися кар'єрою актора, навчався у Бостонському університеті, після чого перевівся до Драматичної школи Карнегі Меллона, яку закінчив у 2016.

## Особисте життя
Котт мешкає у Нью-Йорку.

## Фільмографія

### Кіно
| Рік  | Назва                         | Роль          | Примітки |
| ---- | ----------------------------- | ------------- | -------- |
| 2018 | All The Little Things We Kill | Тревор Олссон |          |
| 2019 | Mascot                        | Нік Шепард    |          |

### Телебачення
| Рік       | Назва                               | Роль         | Примітки                                                  |
| --------- | ----------------------------------- | ------------ | --------------------------------------------------------- |
| 2017–2023 | Рівердейл                           | Кевін Келлер | другорядна роль (сезон 1); головна роль (сезон 2–дотепер) |
| 2017      | Закон і порядок: Спеціальний корпус | Лукас Халл   | Епізод: "Conversion"                                      |
| 2018      | Instinct                            | Діно Моретті | Епізод: "Pilot"                                           |
| 2020      | Кеті Кін                            | Кевін Келлер | 1 епізод                                                  |

### Музичні відео
| Рік  | Назва | Виконавець        | Примітки |
| ---- | ----- | ----------------- | -------- |
| 2017 | "Why" | Сабріна Карпентер | [ 7 ]    |